# Riells i Viabrea
Riells i Viabrea est une commune de la province de Gérone, en Catalogne, en Espagne, de la comarque de la Selva.

## Économie
Sanofi-Aventis y possède un site industriel qui est principalement dédié aux produits pharmaceutiques sous forme sèche. Sur le même site, Sanofi possède un centre logistique.